# Уибер (река)
Уи́бер (англ. Weber River [ˈwiːbər]) — река в штате Юта, США. Впадает в Большое Солёное озеро. Длина реки составляет 201 км, площадь бассейна — 4214 км². Средний расход воды — 10 м³/с.
Река была названа по имени американского траппера Джона Генри Уибера. В честь реки, в свою очередь, назван один из административных округов штата Юта.

## Течение
Берёт начало на северо-западе горного хребта Юинта и течёт в западном направлении. Протекает возле города Окли, ниже которого на реке имеется водохранилище Рокпорт, после которого Уибер резко поворачивает на север, принимая крупные притоки Силвер-Крик и Чолк-Крик. Ниже города Колвилл на реке располагается водохранилище Эчо, после которого Уибер поворачивает на северо-запад. У города Морган принимает приток Ист-Каньон-Крик. Спускаясь с гор в районе города Юинта, река вновь поворачивает на север и принимает приток Огден. На небольшом участке перед впадением в Большое Солёное озеро река течёт по равнине.